# Ohe (Schunter)
Die Ohe ist ein etwa 2,4 km langer Wiesenbach im Nordosten Braunschweigs, der an der Bundesautobahn 2 über die Alte Schunter in die Schunter mündet und die westliche Grenze des Landschaftsschutzgebiets Schunteraue bildet.

## Geographie
Heute entspringt die Ohe in einem Regenwasserrückhaltebecken der Schuntersiedlung westlich der Straße Butterberg und nördlich der die Aue überquerenden Straße Ohefeld. Sie fließt aus dem Becken in südwestliche Richtung ab und wendet sich nach Nordnordwest in den vermutlich ursprünglichen Abflussgraben des Dowesees. Nach einem leichten Schwenk Richtung Westen zur Vorwerk-Siedlung knickt sie dort in stark begradigten Abschnitten nach Norden ab und durchzieht die Wiesen und Weiden der Schunteraue. In Höhe des Flachsrottenwegs reicht sie an die unwesentlich höher liegende Siedlung heran, verzweigt in der Aue und durchströmt mit einem Nebenarm einen Teich. Sie wird unter der A2 durchgeführt und erreicht das Flussbett eines linken Altarms der Schunter, die als Alte Schunter (GKZ 4828934) kartiert wird.

## Gewässerqualität
Die Gewässerstrukturgüte ist 2010 vom Institut für Geoökologie der TU Braunschweig im Auftrag der Stadtentwässerung Braunschweig untersucht worden, wo der Bach unter der Bezeichnung Ohe Graben geführt und auf einer Länge von 2,344 km kartiert wurde. Der Unterlauf des Baches in der Schunteraue wird dort als weitgehend „naturnah“ und „mäßig beeinträchtigt“ bewertet, während die übrigen Abschnitte mit ihren geradlinigen Führungen und wenig strukturierten, unbewachsenen Ufern deutlich niedriger bis hin zu „naturfremd“ eingestuft werden.